# Il passaggio (romanzo Michael Connelly)
Il passaggio (The crossing) è un romanzo dello scrittore statunitense Michael Connelly, edito nel 2015, pubblicato in Italia nel 2017.
È il diciottesimo romanzo con protagonista il detective Harry Bosch.
Il libro  è stato tradotto in neogreco, svedese, ceco, italiano e altre lingue; in lingua originale ha avuto molte ristampe e riedizioni.

## Trama
L'ormai pensionato Harry Bosch è preoccupato del troppo tempo libero. Invece di praticare un hobby si ritrova ad indagare come investigatore privato nel tentativo di aiutare l'avvocato Mickey Haller a scagionare un giovane nero accusato di un brutale omicidio. La vittima è una bella funzionaria comunale sposata con un poliziotto, è stata massacrata nel suo letto e l'unica pista credibile è una traccia di sperma che ha condotto all'unico sospetto.

## Edizioni
- Michael Connelly, Il passaggio, 1ª ed., Piemme, 2017, ISBN 978-88-566-5643-5.